# Gilbert Piller
Pour les articles homonymes, voir Piller.
Gilbert Piller, né à Genève le 15 janvier 1940 et mort le 3 avril 2025, est un peintre et sculpteur suisse.

## Biographie
Après des études classiques, Gilbert Piller commence sa carrière comme enseignant de dessin. Des séjours en Italie et en Grèce le font découvrir les racines de la civilisation occidentale et l'émotion est telle qu'il décide de tout quitter pour vivre de son art.[réf. nécessaire]. 
Il s'installe à Paris en 1966 et se lie d’amitié avec Sam Szafran et Étienne Martin. Après deux ans de peinture, il se consacre à la sculpture. Il participe à la fonte de ses œuvres à la Fonderie Clementi à Meudon, où il fait la rencontre de Riopelle et Miró. 
En 1971, il expose au Salon de la jeune sculpture à Paris et, dès 1972, participe au Salon de Mai. En 1975, il rencontre Diego Giacometti qui lui fait découvrir l’atelier de son frère Alberto Giacometti.
De longs séjours en Italie marqueront les années 1978 à 1985 où, invité de Marie-Louise Jeanneret en son Centre International d’Expérimentions Artistiques de Boissano (Centro Internazionale di Sperimentazione Artistiche), il réalise de grands triptyques au pastel puis à l’huile.
En 1985, Piller rencontre l’écrivain Paul Nizon, lors d’une exposition de quatre artistes suisses, dont Isabelle Waldberg et Bruno Mueller. 
De 1988 à 1990, l’Égypte devient sa destination privilégiée. Il y séjourne à plusieurs reprises afin de s’imprégner de sa civilisation millénaire et y vit une expérience marquante lorsque, deux nuit durant, il peut contempler de près les peintures des temples de Karnak en tant qu’aide-éclairagiste pour un photographe du CNRS.
L’année 2004 voit la parution d’un grand catalogue dédié à ses fusains, avec introduction de Paul Nizon.
En avril 2013, la revue Le Cahier Dessiné, dirigée par Frédéric Pajak, met à l'honneur les pastels de l'artiste avec un texte de Paul Nizon, Le jardin mis à nu.

## Expositions personnelles
- 1975 : Exposition à Berne de plus de 130 œuvres
- 1976 : Galerie Junior, Zurich
- 1978 : Exposition de fusains, Galerie Suisse, Paris
- 1980 : Galerie de l’Hôtel de Ville, Genève
- 1981, 1983 : Galerie Numaga, Auvernier (Neuchâtel)
- 1982, 1985 : Galerie Philippe Frégnac, Paris
- 1985 : Galerie Priska Meier, Zell (Lucerne)
- 1985, 1988, 1990, 1994 : Galerie Calart, Genève
- 1992, 1996 : Galerie Jonas, Cortaillod (Neuchâtel)
- 1993, 1997 : Exposition dans les Salons d’Arlette Chédel, Genève
- 1995 : Galerie Mailletz, Paris
- 1998, 2004 : Galerie Jonas, Cortaillod (Neuchâtel)
- 1999, 2004 : Galerie Calart Actual, Genève
- 2008 : Exposition au Centre d’Art et de Culture de Meudon (Paris), introduite par le film L'Artiste dans son jardin de Thomas Clementi

## Collections publiques
- Centre National des Arts Plastiques, Paris
- Musée d’Art Moderne, Paris
- Collection Banque Cantonale de Genève
- Collection UBS, Suisse
- Collection Union Carbide, Suisse
- Fonds de Décoration, Ville et État de Genève